# São Pedro de Alcântara
Ne doit pas être confondu avec San Pedro de Alcántara.
São Pedro de Alcântara est une ville brésilienne de l'État de Santa Catarina.

## Géographie
São Pedro de Alcântara se situe à une latitude de 27° 33' 57" sud et à une longitude de 48° 48' 18" ouest, à une altitude de 230 mètres.
Sa population était de 4 710 habitants au recensement de 2010. La municipalité s'étend sur 140 km2.
São Pedro de Alcântara fait partie du Grand Florianópolis et de la microrégion de Florianópolis, dans la mésorégion du Grand Florianópolis.

## Histoire
São Pedro de Alcântara fut l'une des premières villes de l'État à recevoir des immigrants allemands, fondée le 1er mars 1829, sur le cours du rio Imaruí, à quelques lieues de Florianópolis. Initialement, la colonie ne connut pas beaucoup de succès, mais son noyau urbain finit par croître, jusqu'à constituer la ville actuelle.

## Villes voisines
São Pedro de Alcântara est voisine des municipalités (municípios) suivantes :
- Antônio Carlos
- São José
- Palhoça
- Santo Amaro da Imperatriz
- Águas Mornas
- Angelina